# Alessandro Hämmerle
Alessandro „Izzi“ Hämmerle (* 30. Juli 1993 in Frauenfeld, Schweiz) ist ein österreichischer Snowboarder. Er startet in der Disziplin Snowboardcross. 2022 wurde er Olympiasieger im Snowboardcross.

## Werdegang
Alessandro Hämmerle kommt aus einer sportlichen Familie: Seine Brüder Michael und Luca (* 1996) sind ebenfalls als Snowboarder aktiv. Er wuchs mit seinen Brüdern als Sohn einer Schweizerin in der Schweiz auf. Als er acht Jahre alt war, zog die Familie nach Gaschurn in Vorarlberg. Er besuchte das Sportgymnasium Dornbirn und er maturierte gemeinsam mit der Skirennläuferin Christine Scheyer. Hämmerle ist, wie sein Bruder Luca, Sportler des Heeressportzentrums des Österreichischen Bundesheers. Als Heeressportler trägt er derzeit den Dienstgrad Korporal.
Hämmerle startete von 2007 bis 2011 vorwiegend im Europacup, bei den er in der Saison 2010/11 die Snowboardcrossgesamtwertung gewann. Sein erstes Weltcuprennen fuhr er im Dezember 2010 in Lech am Arlberg, welches er auf dem 43. Platz im Snowboardcross beendete.

Bei den Snowboard-Juniorenweltmeisterschaften 2012 in Sierra Nevada gewann er Gold im Snowboardcross. Zum Beginn der Saison 2012/13 erreichte er im Montafon mit dem achten Platz erstmals eine Top-10-Platzierung im Weltcup. Im Februar 2013 holte er in Sotschi seinen ersten Weltcupsieg. Es folgten weitere Top-Zehn-Platzierungen, darunter der dritte Platz beim Weltcuprennen in Veysonnaz. Bei den Snowboard-Weltmeisterschaften 2013 in Stoneham errang er den sechsten Platz im Snowboardcross. Im März 2013 gewann er Silber im Snowboardcross bei den Snowboard-Juniorenweltmeisterschaften 2013 im türkischen Erzurum. Er beendete die Saison auf dem vierten Rang in der Snowboardcross-Gesamtwertung. In der folgenden Saison konnte Hämmerle seine starken Leistungen aus der Vorsaison nicht wiederholen.
Sein bestes Ergebnis in der Saison 2013/14 war der 27. Platz beim Weltcuprennen in Veysonnaz. Bei seiner ersten Olympiateilnahme 2014 in Sotschi kam er auf den 17. Platz. Bei den Snowboard-Weltmeisterschaften 2015 im Snowboardcross belegte er in Kreischberg den fünften Rang. Zu Beginn der Saison 2015/16 siegte er beim Weltcup im Montafon. Es folgten im Weltcup fünf Top-10-Platzierungen, darunter zwei dritte Plätze in Veysonnaz und belegte abschließend den zweiten Platz im Snowboardcross-Weltcup.
In der Saison 2016/17 siegte er in Solitude und in Bansko. Zudem errang er in Bansko und in Feldberg jeweils den dritten Platz und erreichte zum Saisonende den dritten Platz im Snowboardcross-Weltcup. Im März 2017 konnte Hämmerle im letzten Rennen der Saison mit Markus Schairer im Weltcup den Snowboardcross-Teambewerb in Veysonnaz gewinnen. Beim Saisonhöhepunkt, den Snowboard-Weltmeisterschaften 2017 in Sierra Nevada, kam er auf den elften Platz. Im Dezember 2017 belegte Alessandro Hämmerle im Weltcuprennen Snowboardcross – beim „Heimrennen“ in Schruns im Montafon – den zweiten Rang.
Alessandro Hämmerle startete bei den Olympischen Winterspielen 2018 in der südkoreanischen Stadt Pyeongchang und belegte am 15. Februar als bester Österreicher den siebten Rang im Snowboardcross. Beim Weltcup im spanischen La Molina feierte er am 3. März seinen ersten Saisonsieg und verbesserte sich damit in der Weltcup-Gesamtwertung von Rang drei auf Rang zwei. In der Saison 2018/19 sicherte er sich erstmals den Gesamtsieg im SBX-Weltcup. Dabei siegte er in Baqueira-Beret und belegte in Veysonnaz den zweiten Platz.
Bei den Snowboard-Weltmeisterschaften 2019 in Park City errang er im Februar den 16. Platz. Im November 2019 holte sich Hämmerle im Rahmen eines Europacup-Rennens auf dem Pitztaler Gletscher den Staatsmeistertitel im Snowboardcross vor seinem Bruder Luca. Im Dezember holte sich Alessandro Hämmerle seinen achten Weltcup-Sieg sowie den zweiten Erfolg im Montafon nach 2015. Der 26-Jährige gewann im März 2020 das Saisonfinale im schweizerischen Veysonnaz und verteidigte damit erfolgreich den Weltcup-Gesamtsieg im Snowboard-Cross.

### Vizeweltmeister Snowboardcross 2021
Am 24. Jänner 2021 feierte Hämmerle in Valmalenco (Italien) vor dem Franzosen Merlin Surget sowie den beiden US-Amerikanern Hagen Kearney und Jake Vedder seinen elften Weltcupsieg (zehn im Einzel, einer im Team). Am 11. Februar 2021 wurde der damals 27-Jährige im schwedischen Idre Vizeweltmeister Snowboard Cross hinter dem Spanier Lucas Eguibar.
Im Februar gewann er den Weltcup auf der Reiteralm und damit seinen elften Weltcup-Einzelsieg im Snowboard Cross und im März wurde er neben Anna-Maria Galler Staatsmeister Snowboard Cross. 2021 wurde er Cross-Weltcup-Sieger.

### Olympiasieger 2022
Bei den Olympischen Spielen von Peking gewann der damals 28-Jährige im Februar 2022 die Goldmedaille im Snowboardcross. Im Dezember 2023 holte sich Hämmerle seinen 16. Sieg im Snowboard-Cross-Weltcup.
Im März 2024 konnte der 30-Jährige zum vierten Mal den Heim-Weltcup im Montafon für sich entscheiden.
Im Februar 2025 belegte er nach einer verletzungsbedingten Pause bei seinem Comeback im Snowboardcross-Weltcup im chinesischen Beidahu hinter dem Kanadier Éliot Grondin den zweiten Rang und im März wurde er als bester Österreicher Fünfter beim Heim-Weltcup im Montafon.
Alessandro Hämmerle lebt in Bludenz.

## Auszeichnungen
- 2016, 2017, 2018, 2019, 2020, 2021: Vorarlberger Sportler des Jahres[20][21][22]

## Sportliche Erfolge

### Teilnahmen an Weltmeisterschaften und Olympischen Winterspielen

#### Weltmeisterschaften
| Bewerb                                     | Datum         | Austragungsort | Disziplin      | Platzierung |
| ------------------------------------------ | ------------- | -------------- | -------------- | ----------- |
| Snowboard-Juniorenweltmeisterschaften 2012 | 25. März 2012 | Sierra Nevada  | Snowboardcross | Gold        |
| Snowboard-Weltmeisterschaften 2013         | 26. Jan. 2013 | Stoneham       | Snowboardcross | 6.          |
| Snowboard-Juniorenweltmeisterschaften 2013 | 3. März 2013  | Erzurum        | Snowboardcross | Silber      |
| Snowboard-Weltmeisterschaften 2015         | 15. Jan. 2015 | Kreischberg    | Snowboardcross | 5.          |
| Snowboard-Weltmeisterschaften 2017         | 12. März 2017 | Sierra Nevada  | Snowboardcross | 11.         |
| Snowboard-Weltmeisterschaften 2019         | 1. Feb. 2019  | Park City      | Snowboardcross | 16.         |

### Weltcupsiege und Weltcup-Gesamtplatzierungen
Weltcupsiege
| Nr. | Datum             | Ort            |
| --- | ----------------- | -------------- |
| 1.  | 17. Februar 2013  | Sotschi        |
| 2.  | 12. Dezember 2015 | Montafon       |
| 3.  | 21. Januar 2017   | Solitude       |
| 4.  | 4. Februar 2017   | Bansko         |
| 5.  | 3. März 2018      | La Molina      |
| 6.  | 10. März 2018     | Moskau         |
| 7.  | 2. März 2019      | Baqueira-Beret |
| 8.  | 13. Dezember 2019 | Montafon       |
| 9.  | 13. März 2020     | Veysonnaz      |
| 10. | 24. Jänner 2021   | Valmalenco     |
| 11. | 18. Februar 2021  | Reiteralm      |
| 12. | 20. März 2021     | Veysonnaz      |
| 13. | 28. November 2021 | Secret Garden  |
| 14. | 10. Dezember 2021 | Montafon       |
| 15. | 16. Dezember 2022 | Cervinia       |
| 16. | 16. Dezember 2023 | Cervinia       |
| 17. | 16. März 2024     | Montafon       |
| 18. | 17. März 2024     | Montafon       |

Weltcup-Gesamtplatzierungen
| Saison  | Platz | Punkte |
| ------- | ----- | ------ |
| 2010/11 | 45.   | 232    |
| 2011/12 | 35.   | 404    |
| 2012/13 | 4.    | 2692   |
| 2013/14 | 44.   | 229    |
| 2014/15 | 16.   | 580    |
| 2015/16 | 2.    | 3840   |
| 2016/17 | 3.    | 3404,6 |
| 2017/18 | 2.    | 6100   |
| 2018/19 | 1.    | 2440   |
| 2019/20 | 1.    | 3960   |
| 2020/21 | 1.    | 430    |
| 2021/22 | 2.    | 386    |
| 2022/23 | 17.   | 138    |
| 2023/24 | 2.    | 604    |
| 2024/25 | 11.   | 246    |